# Dieter Irmer
Dieter Irmer (* 9. Februar 1935 in Wittenberge) ist ein deutscher Altphilologe.

## Leben
Nach dem Studium der Klassischen Philologie an der Universität Hamburg wurde Irmer 1961 mit der Dissertation Zum Primat des Codex S in der Demostheneskritik promoviert. Ab 1963 war er als Wissenschaftlicher Mitarbeiter am Thesaurus Linguae Graecae tätig. Gemeinsam mit Joseph-Hans Kühn und anderen bearbeitete er den Index Hippocraticus, der 1989 veröffentlicht wurde. Gemeinsam mit Anargyros Anastassiou gab er 1997 und 1999 die Testimonien und ein Supplement dazu heraus.
Neben der lebenslangen Beschäftigung mit dem Corpus Hippocraticum forschte Irmer zur handschriftlichen Überlieferung des Demosthenes. 1972 legte er die Monografie Zur Genealogie der jüngeren Demosthenes-Handschriften vor. Im Rahmen seiner überlieferungsgeschichtlichen und textkritischen Arbeit hat Irmer auch die einschlägige philologiegeschichtliche Studie Sebastiano Timpanaros zur Lachmannschen Methode übersetzt. 

## Schriften (Auswahl)
Übersetzung
- Sebastiano Timpanaro: La genesi del metodo del Lachmann (Florenz: Le Monnier 1963; nuova edizione riveduta e ampliata, Padua: Liviana 1981; 1985; zuletzt Turin: UTET 2004). Dt.: Die Entstehung der Lachmannschen Methode. Zweite, erw. u. überarb. Aufl. Autorisierte Übertragung aus dem Italienischen von Dieter Irmer. Hamburg: Buske 1971. (Für die dt. Ausgabe vom Verfasser erweitert und überarbeitet.)

Artikel
- Demosthenes 54, 11–12: ein medizinisches „Gutachten“. In: Medizinhistorisches Journal 2, 1967, S. 54–62.

Bücher
- Dieter Irmer: Zur Genealogie der jüngeren Demostheneshandschriften (Untersuchungen an den Reden 8 und 9), Hamburg: Buske 1972
- Dieter Irmer: Palladius Kommentar zu Hippokrates 'de fracturis' und seine Parallelversion unter dem Namen des Stephanus von Alexandria kritische Ausgabe und Übersetzung, Hamburg: Buske 1977
- Anargyros Anastassiou, Dieter Irmer: Kleinere Attische Redner, Darmstadt: Wissenschaftliche Buchgesellschaft 1977
- William Beck, Dieter Irmer: Fünfzig Jahre Thesaurus 1944-1994, Hamburg: Selbstverlag des Thesaurus Linguae Graecae 1996
- Josef-Hans Kühn, Ulrich Fleischer, Klaus Alpers, Anargyros Anastassiou, Dieter Irmer, Volkmar Schmidt: Index Hippocraticus, Gottingae: Vandenhoeck & Ruprecht 1989
- Anargyros Anastassiou, Dieter Irmer: Index Hippocraticus Supplement, Göttingae: Vandenhoeck & Ruprecht 1999
- Anargyros Anastassiou, Dieter Irmer: Index Hippocraticus Nachträge, Göttingen: Vandenhoeck & Ruprecht 2007
- Anargyros Anastassiou, Dieter Irmer: Testimonien zum Corpus Hippocraticum I,  Göttingen: Vandenhoeck & Ruprecht 2006
- Anargyros Anastassiou, Dieter Irmer: Testimonien zum Corpus Hippocraticum II1,  Göttingen: Vandenhoeck & Ruprecht 1997
- Anargyros Anastassiou, Dieter Irmer: Testimonien zum Corpus Hippocraticum II2,  Göttingen: Vandenhoeck & Ruprecht 2001
- Anargyros Anastassiou, Dieter Irmer: Testimonien zum Corpus Hippocraticum III,  Göttingen: Vandenhoeck & Ruprecht 2012